# Louis Bachelier
Pour les articles homonymes, voir Bachelier.
 (février 2016).
Louis Jean-Baptiste Alphonse Bachelier est un mathématicien français, précurseur de la théorie moderne des probabilités, et fondateur des mathématiques financières né le 11 mars 1870 au Havre et mort le 26 avril 1946 à Saint-Servan-sur-Mer.

## Biographie

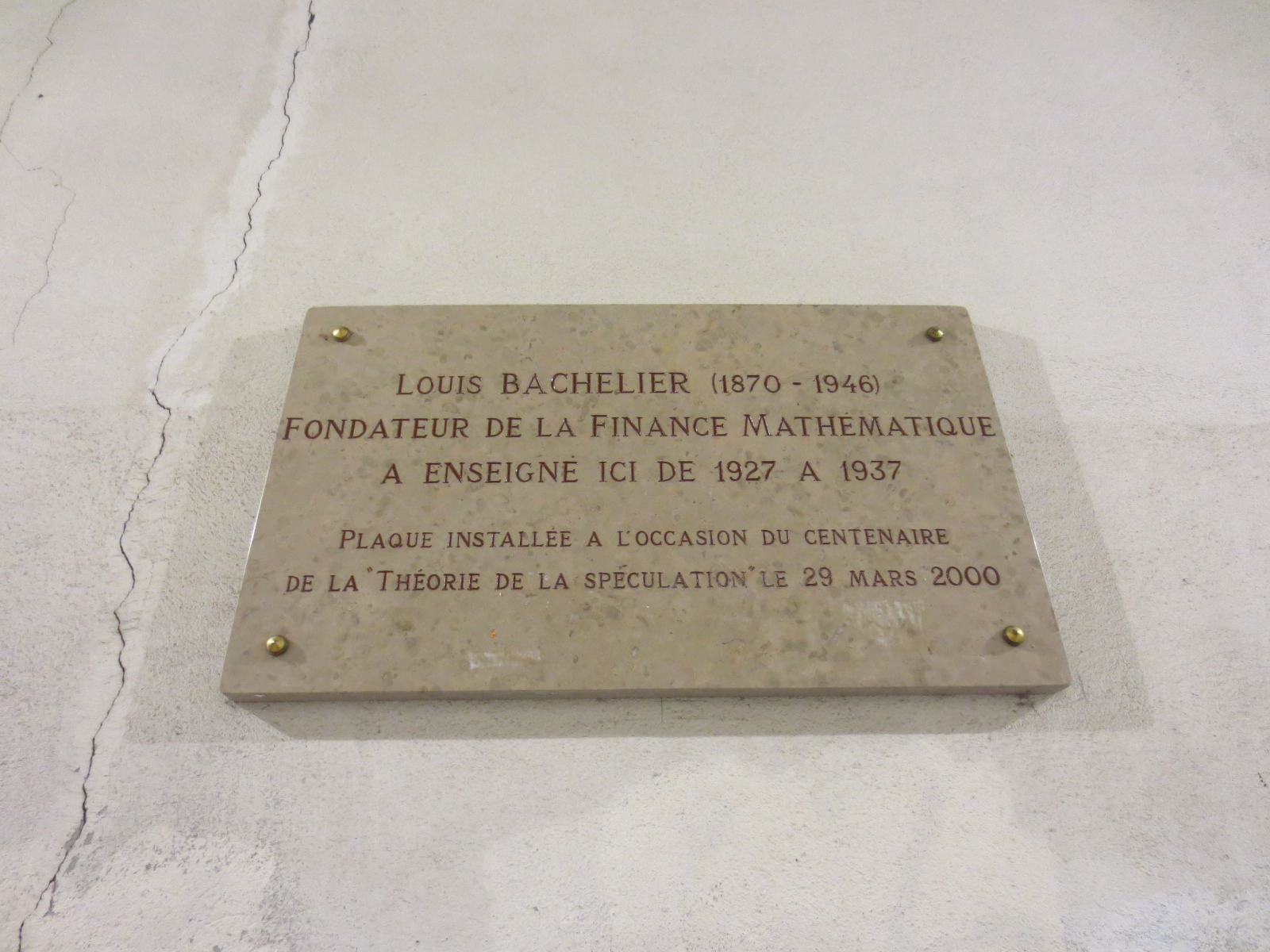
Plaque commémorative de l'Université de Franche-Comté à Besançon, du centenaire de sa Théorie de la spéculation de 1900.

Dans sa thèse de doctorat intitulée « Théorie de la spéculation », de son directeur de thèse Henri Poincaré, soutenue le 29 mars 1900 à la Sorbonne de Paris, il introduit l'utilisation en finance du mouvement brownien (découvert par le biologiste botaniste Robert Brown), qui est à la base de la plupart des modèles de prix en finance, notamment la formule de Black-Scholes (1973). Ce travail est remarquable en ce qu'il est même antérieur à la formalisation du mouvement brownien en physique.
Ses travaux ont été sous-estimés pendant de longues années mais, cités par Andreï Kolmogorov dans les années 1930, ont fini par être reconnus à une plus juste valeur après le célèbre Krach boursier de 1929 / Crise économique / Grande Dépression, et à la fin de sa vie. Sa carrière universitaire est lente : il n'obtient un poste de professeur, à l'université de Besançon, qu'à l'âge de 57 ans.
Le mathématicien Benoît Mandelbrot (1924-2010) a été l'un des premiers après la Seconde Guerre mondiale à rappeler le rôle de pionnier de Bachelier dans les probabilités et les mathématiques financières. L'économiste Paul Samuelson, qui a lui-même proposé des modèles de cycles et oscillations économiques, a également souligné l'apport de Bachelier,,.
En 2007 est créé le prix Louis-Bachelier, prix européen de mathématiques appliquées, couronnant des contributions majeures à la modélisation mathématique en finance, et le contrôle des risques financiers.

## Famille
Son aïeul, Louis Bachelier (Nantes, 1797 - Bordeaux, 1876), avocat et sous-préfet, a publié en 1862 une Histoire du commerce de Bordeaux depuis les temps les plus reculés jusqu'à nos jours qui fait de lui un économiste référencé dans de nombreuses publications savantes (voir sur Gallica ou sur Google Books la reproduction de ce livre).

## Œuvres
Les œuvres de Louis Bachelier sont dans le domaine public depuis le 1er janvier 2017.
- « Théorie de la spéculation », Annales scientifiques de l'École normale supérieure, vol. 3, no 17,‎ 1900, p. 21–86 (lire en ligne)
- Théorie de la spéculation, Paris, Gauthier-Villars, 1900
- « Théorie mathématique du jeu », Annales scientifiques de l’École normale supérieure, vol. 3, no 18,‎ 1901, p. 143–210 (lire en ligne)
- « Théorie des probabilités continues », Journal de mathématiques pures et appliquées, vol. 6, no 2,‎ 1906, p. 259–327 (lire en ligne)
- « Étude sur les probabilités des causes », Journal de mathématiques pures et appliquées, vol. 6, no 4,‎ 1908, p. 395–425 (lire en ligne)
- « Le problème général des probabilités dans les épreuves répétées », Comptes rendus hebdomadaires des séances de l'Académie des sciences, vol. Séance du 25 mai 1908, no 146,‎ 1908, p. 1085–1088 (lire en ligne)
- « Les probabilités à plusieurs variables », Annales scientifiques de l’École normale supérieure, vol. 3, no 27,‎ 1910, p. 339–360 (lire en ligne)
- « Mouvement d’un point ou d’un système matériel soumis à l’action de forces dépendant du hasard », Comptes rendus hebdomadaires des séances de l'Académie des sciences, vol. Séance du 14 novembre 1910, présentée par M. H. Poincaré, no 151,‎ 1910, p. 852–855 (lire en ligne)
- Calcul des probabilités, vol. 1, Paris, Gauthier-Villars, 1912 (lire en ligne)
- [PDF] « Les probabilités cinématiques et dynamiques », Annales scientifiques de l’École normale supérieure, vol. 30,‎ 1913, p. 77–119 (lire en ligne)
- « Les probabilités semi-uniformes », Comptes rendus hebdomadaires des séances de l'Académie des sciences, vol. Séance du 20 janvier 1913, présentée par M. Appell, no 156,‎ 1913, p. 203–205 (lire en ligne)
- Le Jeu, la Chance et le Hasard, Paris, Bibliothèque de philosophie scientifique, E. Flammarion, 1914
- « La périodicité du hasard », L’Enseignement mathématique, vol. 17,‎ 1915, p. 5–11 (lire en ligne)
- « Sur la théorie des corrélations », Bulletin de la Société mathématique de France, vol. Séance du 7 juillet 1920, no 48,‎ 1920, p. 42–44 (lire en ligne)
- « Sur les décimales du nombre {\displaystyle {\pi }} », Bulletin de la Société mathématique de France, vol. Séance du 7 juillet 1920, no 48,‎ 1920, p. 44-46 (lire en ligne)
- « Le problème général de la statistique discontinue », Comptes rendus hebdomadaires des séances de l'Académie des sciences, vol. Séance du 11 juin 1923, présentée par M. d’Ocagne, no 176,‎ 1923, p. 1693–1695 (lire en ligne)
- « Quelques curiosités paradoxales du calcul des probabilités », Revue de métaphysique et de morale, vol. 32,‎ 1925, p. 311–320
- Les Lois des grands nombres du calcul des probabilités, Paris, Gauthier-Villars, 1937
- La Spéculation et le calcul des probabilités, Paris, Gauthier-Villars, 1938
- Les nouvelles méthodes du Calcul des Probabilités, Paris, Gauthier-Villars, 1939
- « Probabilités des oscillations maxima », Comptes rendus hebdomadaires des séances de l'Académie des sciences, vol. Séance du 19 mai 1941, no 212,‎ 1941, p. 836–838 (lire en ligne)
- « Probabilités des oscillations maxima (Erratum) », Comptes rendus hebdomadaires des séances de l'Académie des sciences, no 213,‎ 1941, p. 220 (lire en ligne)
- Calcul des probabilités (1912), vol. 1, Paris, J. Gabay, 1992 (réimpr. Éditions Jacques Gabay) (ISBN 978-2-87647-090-3)
- Le Jeu, la Chance et le Hasard (1914), Paris, Éditions Jacques Gabay, 1993 (réimpr. Éditions Jacques Gabay) (ISBN 978-2-87647-147-4)
- Théorie de la spéculation (1900) et Théorie mathématique du jeu (1901), Paris, Gabay, 1995 (réimpr. Éditions Jacques Gabay), 148 p., poche (ISBN 978-2-87647-129-0)

### Sources
- Christian Walter, « Une histoire du concept d'efficience sur les marchés financiers », Annales. Histoire, Sciences sociales, vol. 51, no 4,‎ 1996, p. 873-905 (lire en ligne, consulté le 18 octobre 2009)
- (en)  W. Schachermayer et J. Teichmann, How close are the Option Pricing Formulas of Bachelier and Black-Merton-Scholes?, Mathematical Finance, 2006 [PDF]
- Laurent Carraro  et Pierre Crépel, Louis Bachelier, Images des Mathématiques, CNRS, 2006 (ou [PDF]) [PDF]